# Sal·lusti Lucul
Sal·lusti Lucul·le (en llatí Sallustius Lucullus) va ser governador de Britànnia durant el segle i, prenent possessió del càrrec després de Gneu Juli Agrícola, encara que no és del tot clar si hi va existir un altre governador entre tots dos. Algunes proves epigràfiques fan pensar que els orígens de Lucul·le serien britons.
Se sap molt poc sobre ell, a part del que en diu Suetoni. Afirma que l'emperador Domicià el condemnà a mort per haver batejat un nou model de llança amb el seu nom, en lloc de fer-ho amb el nom de l'emperador. Aquesta història podria amagar que la veritable raó de l'execució de Lucul·le fos la seva participació en la conspiració liderada per Luci Antoni Saturní, llegat de la Germània Superior, que Domicià va dominar la primavera del 89. Després d'Agrícola, l'activitat militar romana portada a terme per Sallustius (o pel seu desconegut predecessor, si mai va existir) va intentar consolidar les victòries a Escòcia, construint i reforçant diverses fortificacions.
Malgrat tot, altres punts al nord d'Escòcia van ser abandonats per les mateixes dates, fet que fa pensar que a causa de la necessitat de tropes en altres llocs de l'Imperi, Sallustius hagué de retirar-se del nord del país, encara que va poder ocupar el sud.